# Piove (condizione dell'anima)
Piove (condizione dell'anima) è una canzone scritta da Francesco Sighieri e Dolcenera, e prodotta da Lucio Fabbri per il terzo album di Dolcenera Il popolo dei sogni del 2006, dal quale il brano è stato estratto come secondo singolo. La canzone ha fatto il suo esordio in radio venerdì 6 settembre 2006.

## Video musicale
Per la canzone è anche stato realizzato un videoclip, sotto la regia di Francesco Fei. Nel video Dolcenera si è per la prima volta mostrata senza il pesante trucco nero agli occhi che aveva contraddistinto la sua immagine fino a quel momento.

## La B-side
All'interno del CD singolo è presente una B-side: si tratta del brano In fondo alla notte, realizzato per la colonna sonora del film horror La notte del mio primo amore di Alessandro Pambianco. Questo brano non è stato incluso in nessun album di Dolcenera.

## Tracce
1. Piove (condizione dell'anima) – 4:04 (Dolcenera, Francesco Sighieri, Alberto Cacciapuoti)
2. In fondo alla notte – 4:47 (Dolcenera, Ermanno Giorgetti, Giovanni Giombolini, Bruno Antonio Pierotti)
3. Piove (condizione dell'anima) (Radio Version) – 4:06 (Dolcenera, Francesco Sighieri)
4. Piove (condizione dell'anima) (Radio Edit) – 3:00 (Dolcenera, Francesco Sighieri)

## Classifiche
| Classifica (2006) | Posizione massima |
| ----------------- | ----------------- |
| Italia            | 11                |